# Paxton (Illinois)
Paxton és una població dels Estats Units a l'estat d'Illinois. Segons el cens del 2000 tenia 4.525 habitants.

## Demografia
Segons el cens del 2000, Paxton tenia 4.525 habitants, 1.776 habitatges, i 1.198 famílies. La densitat de població era de 783,5 habitants/km².
Dels 1.776 habitatges en un 33,2% hi vivien nens de menys de 18 anys, en un 54,7% hi vivien parelles casades, en un 8,8% dones solteres, i en un 32,5% no eren unitats familiars. En el 29,7% dels habitatges hi vivien persones soles el 14,5% de les quals corresponia a persones de 65 anys o més que vivien soles. El nombre mitjà de persones vivint en cada habitatge era de 2,45 i el nombre mitjà de persones que vivien en cada família era de 3,02.
Per edats la població es repartia de la següent manera: un 26,1% tenia menys de 18 anys, un 7,7% entre 18 i 24, un 28% entre 25 i 44, un 19,4% de 45 a 60 i un 18,7% 65 anys o més.
L'edat mediana era de 38 anys. Per cada 100 dones de 18 o més anys hi havia 86,5 homes.
La renda mediana per habitatge era de 37.804 $ i la renda mediana per família de 44.256 $. Els homes tenien una renda mediana de 31.140 $ mentre que les dones 23.555 $. La renda per capita de la població era de 18.617 $. Aproximadament el 4,2% de les famílies i el 4,8% de la població estaven per davall del llindar de pobresa.

## Poblacions més properes
El següent diagrama mostra les poblacions més properes.